# Hans Sauer (Politiker, 1894)

Hans Sauer

Hans Sauer (* 21. Juli 1894 in Sonneberg; † 14. Juni 1934 ebenda) war ein deutscher Politiker (NSDAP).

## Leben und Wirken
Nach dem Besuch der Volksschule und der Oberrealschule im thüringischen Sonneberg wurde Hans Sauer bis 1914 zum Kaufmann ausgebildet. Am Ersten Weltkrieg, in dem er den Rang eines Leutnants erreichte, nahm er von 1914 bis 1918 mit dem Ulanen-Regiment Nr. 18 als Kriegsfreiwilliger an der Westfront teil. Nach seiner Rückkehr aus dem Krieg arbeitete Sauer 1920 und 1921 als Kaufmann in der Fabrik seines Vaters. Ab 1922 war er selbständiger Fabrikant von Kartonagen.
Sauer war 1923 Mitglied des Wikingbundes. 1925 trat er in die NSDAP ein, in der er Aufgaben als Ortsgruppen- und Kreisleiter in Sonneberg übernahm. Öffentliche Ämter übernahm er zunächst als Stadtrats- und Kreisratsmitglied, 1933 auch als Abgeordneter der NSDAP im thüringischen Landtag. Von November 1933 bis zu seinem Tod 1934 saß Sauer außerdem als Abgeordneter der NSDAP für den Wahlkreis 12 (Thüringen) im Berliner Reichstag. Vom 9. Juli 1934 bis zum Ende der Wahlperiode im März 1936 wurde Sauers Reichstagsmandat von dem für ihn nachgerückten NSDAP-Funktionär Hans Beeck weitergeführt.
Sauer betätigte sich ferner in der nationalsozialistischen Presse, in der er die Herausgeberschaft des Beobachters für die Kreise Sonneberg und Hildburghausen übernahm. Nach der nationalsozialistischen „Machtergreifung“ stand er zudem der Südthüringischen Industrie- und Handelskammer in seiner Heimatstadt vor.